# SN 2012L
SN 2012L (CSS120113:075900+270957) – dwunasta supernowa odkryta w 2012. Supernowa została odkryta 13 stycznia w ramach programu Catalina Real-Time Transient Survey. Należy do typu Ia, w momencie odkrycia miała jasność 18,7m, położona jest w gwiazdozbiorze Bliźniąt.